# Der Fluch des Rubins
Die drei ??? und der Fluch des Rubins (Originaltitel The Mystery of the Fiery Eye) ist ein 1967 (in Deutschland 1970) erschienener Jugendkrimi von Robert Arthur und der siebte Band (in Deutschland der dritte) der Buchreihe Die drei ??? sowie die fünfte Folge der späteren Hörspielreihe.

## Inhalt
Alfred Hitchcock kontaktiert die drei Fragezeichen, er hätte einen neuen Fall für sie. Er macht sie mit dem jungen Briten August bekannt, der aufgrund eines Rätsels im Testament seines verstorbenen Onkels, welches auf einen Gegenstand mit großen Wert hinweist, aus Großbritannien angereist kam.
Die drei Fragezeichen können mit dem Rätsel vorerst nichts anfangen und suchen deshalb den Anwalt des Onkels, Mr. Dwiggins, auf. Es stellt sich jedoch heraus, dass dieser von einem Mann mit schwarzem Schnurrbart überfallen und ihm das Testament mit dem Rätseltext gestohlen wurde. Von ihm erfahren sie, dass Augusts Onkel Horatio lange Zeit in Indien gewesen und dort reich geworden ist. Aufgrund von Schulden war von seinem Reichtum allerdings nur noch wenig übrig. Alles was er noch hatte, darunter dreizehn Gipsbüsten bekannter Persönlichkeiten, wurde verkauft. Zufällig war der Käufer der Büsten Justus’ Onkel Titus Jonas.
Justus vermutet in der Büste des Augustus von Polen den wertvollen Gegenstand, einen indischen Edelstein, der „Feuriges Auge“ genannt wird. Allerdings wurde die Hälfte der Büsten schon verkauft, darunter auch die des Augustus von Polen.
Noch am selben Tag taucht ein humpelnder indischer Mann mit drei tätowierten Punkten auf der Stirn namens Rama Sidri Rhandur auf, der ebenfalls das feurige Auge sucht. Er wusste schon vorher, dass es in einer der Büsten versteckt ist und droht August und den drei Fragezeichen mit seinem Stockdegen: Sie sollen den Edelstein finden und ihn dann kontaktieren. Durch August erfahren die drei Fragezeichen, dass Rhandur seinen Onkel Horatio schon einmal aufgesucht und bedroht hatte.
Es gelingt den drei Fragezeichen, die gesuchte Büste zurückzukaufen. Allerdings ist der Mann mit dem schwarzen Schnurrbart inzwischen wieder aufgetaucht und hat bei Justus’ Tante Mathilda alle noch nicht verkauften Büsten ersteigert. Somit gehört ihm nun auch die Büste von Augustus von Polen. Justus sträubt sich dagegen, die Büste herzugeben. Dabei zerbricht sie und das feurige Auge kommt zum Vorschein, wird aber von dem Mann mit dem Schnurrbart gestohlen, bevor die drei Jungen reagieren können.
Rama Sidri Rhandur taucht daraufhin wieder auf und zeigt den Jungen, dass der Edelstein aus der Büste nur eine Fälschung war. Das Blut an seinem Stockdegen lässt die drei Fragezeichen glauben, er habe den schwarzbärtigen Mann getötet. Er beauftragt die Jungen, den echten Stein zu finden, und verschwindet wieder.
Im Haus von Onkel Horatio werden Justus, Peter und August von noch mehr schwarzbärtigen Männern gefangen genommen und verhört, was beweist, dass es eine ganze Bande dieser Leute gibt. Den dreien gelingt in der Nacht die Flucht.
Kurz darauf erfahren sie, dass die Büste des Octavian auch etwas mit dem August, der unter anderem im Rätsel des Testaments eine Rolle spielt, zu tun hat. In der Büste finden sie jedoch nur eine Nachricht, sie sollen noch „tiefgründiger“ suchen.
So finden sie heraus, dass der Schatten eines Berges unweit des Hauses von Horatio am Mittags-Canyon den Weg zum echten feurigen Auge weist. Als sie den Stein dort finden, lauert ihnen die Schwarzbart-Bande auf. Mithilfe des falschen Edelsteins, der in der Augustus-Büste versteckt war, kann Justus die Bande täuschen und den echten Stein mitnehmen. Die vier fliehen zurück zum Schrottplatz.
Auf dem Schrottplatz werden sie schon von Rama Sidri Rhandur erwartet, und nun wird einiges klar: Rhandur ist der Auftraggeber der Schwarzbart-Bande. Mr. Dwiggins ist der Onkel des angeblichen Diebes des Testaments und gehört somit auch dazu.
Rama Sidri Rhandur ist ein Abgesandter des Tempels der Gerechtigkeit in Indien, des Abstammungsorts des Edelsteins. Er hat den Auftrag, ihn zurückzubringen, da Horatio den Stein angeblich gestohlen hatte.
Nun fordert Rhandur das feurige Auge. Aber auf dem Rubin liegt ein Fluch, der besagt, dass der Stein rechtmäßig gekauft, gefunden oder als Geschenk angenommen, aber nicht geklaut werden darf, da er sonst seinem Eigentümer Unglück bringt. Nur wenn er fünfzig Jahre nicht angesehen oder berührt wird, bricht der Fluch wieder. Diese fünfzig Jahre sind nun vorbei, deshalb wagt Rhandur es nicht, den Stein zu klauen. Er bietet August eine große Summe Geld für den Stein, kauft ihn rechtmäßig und reist zurück nach Indien.
Mit dem Geld bezahlt August den drei Fragezeichen in Zukunft die Fahrten des Rolls-Royce mit dem Chauffeur Morton.

## Fortsetzung
An die Handlung des Romans schließt 2018 der von André Marx verfasste Dreiteiler Feuriges Auge an.

## Trivia
- Am Ende des Falles ermöglicht August es den drei Detektiven, den Rolls-Royce dauerhaft zu nutzen, nachdem das 30-tägige „Fahrguthaben“ abgelaufen ist. So wird auch in den weiteren Fällen regelmäßig auf den Wagen zurückgegriffen.
- Ein Timeline-Fehler entsteht hierbei durch die veränderte Reihenfolge der Episoden im Deutschen: Der Vogel Blacky tritt hier in einer Szene auf, obwohl er laut der deutschen Chronologie erst fünf Fälle später zu den drei ??? kommt.